# Washington Duke
George Washington Duke (18 de diciembre de 1820 - 8 de mayo de 1905) fue un industrial tabaquero y filántropo estadounidense, que luchó en la guerra civil estadounidense. 

## Primeros años y Guerra Civil
Washington Duke nació el 18 de diciembre de 1820 en el este del Condado de Orange, Carolina del Norte, en lo que hoy es el municipio de Bahama. Era el octavo de los diez hijos de Taylor Duke (1770-1830) y de Dicey Jones (nacida en 1780), Washington trabajó como arrendado de una granja hasta que se casó con Mary Caroline Clinton (1825-1847) en 1842, cuando su suegro le dio a la pareja 30 hectáreas de tierra ubicadas en lo que hoy es el condado de Durham. Fue en esta finca donde comenzó su etapa como agricultor de subsistencia. La pareja tuvo dos hijos: Sidney Taylor Duke (1844-1858) y Brodie Leonidas Duke (1846-1919). Mary Duke murió en 1847 a la edad de 22 años. 
En 1852, Duke construyó una granja para su segunda esposa, Artelia Roney (1829-1858), que era originaria del condado de Alamance, Carolina del Norte (que todavía se conserva). Artelia dio a luz a tres hijos entre 1853 y 1856: una hija, Mary Elizabeth Duke (1853-1899), y dos hijos, Benjamin Newton Duke y James Buchanan Duke (más comúnmente conocido como "Buck"). En 1858, su hijo mayor Sidney (fruto de su anterior matrimonio), contrajo fiebres tifoideas y murió. Artelia, que había estado cuidándolo, también sucumbió a la enfermedad diez días después. 
Se sabe muy poco acerca de los puntos de vista de Duke sobre política anteriores a la guerra. Sin embargo, la mayor parte de la población en la región de Piedmont, en Carolina del Norte, se inclinó hacia la posición unionista. Además, los criterios en la región respecto al tema de la esclavitud eran ambivalentes, y en general, no existían fuertes sentimientos a favor o en contra, y "mientras que un número considerable de blancos en el piedemonte no estaban directamente conectados a la institución [de la esclavitud], no obstante, en su mayoría, aceptaron su presencia sin pensar". Se sabe que Duke era dueño de una esclava llamada Caroline, a quien compró por 601 dólares, y que había contratado el trabajo de un esclavo de sus vecinos para trabajar en su granja.
Al estallar la guerra civil estadounidense, Duke tenía 40 años, y ya era demasiado viejo para ser reclutado al servicio de la Confederación. Sin embargo, la segunda Ley de reclutamiento confederada aprobada en septiembre de 1862 aumentó la edad de reclutamiento hasta los 45 años. Duke, consciente de que pronto lo llamarían a filas, realizó una venta en su casa el 20 de octubre de 1863 para vender la totalidad de su equipo agrícola. Se alistó en el ejército confederado y sirvió en Charleston (Carolina del Sur) y en Richmond (Virginia), hasta su captura por las fuerzas de la Unión en abril de 1865. Después de un breve período en una prisión federal, fue puesto en libertad condicional y enviado por barco a New Bern, y desde allí, caminó 134 millas (216 km) de regreso a su hogar.

## Carrera en el tabaco

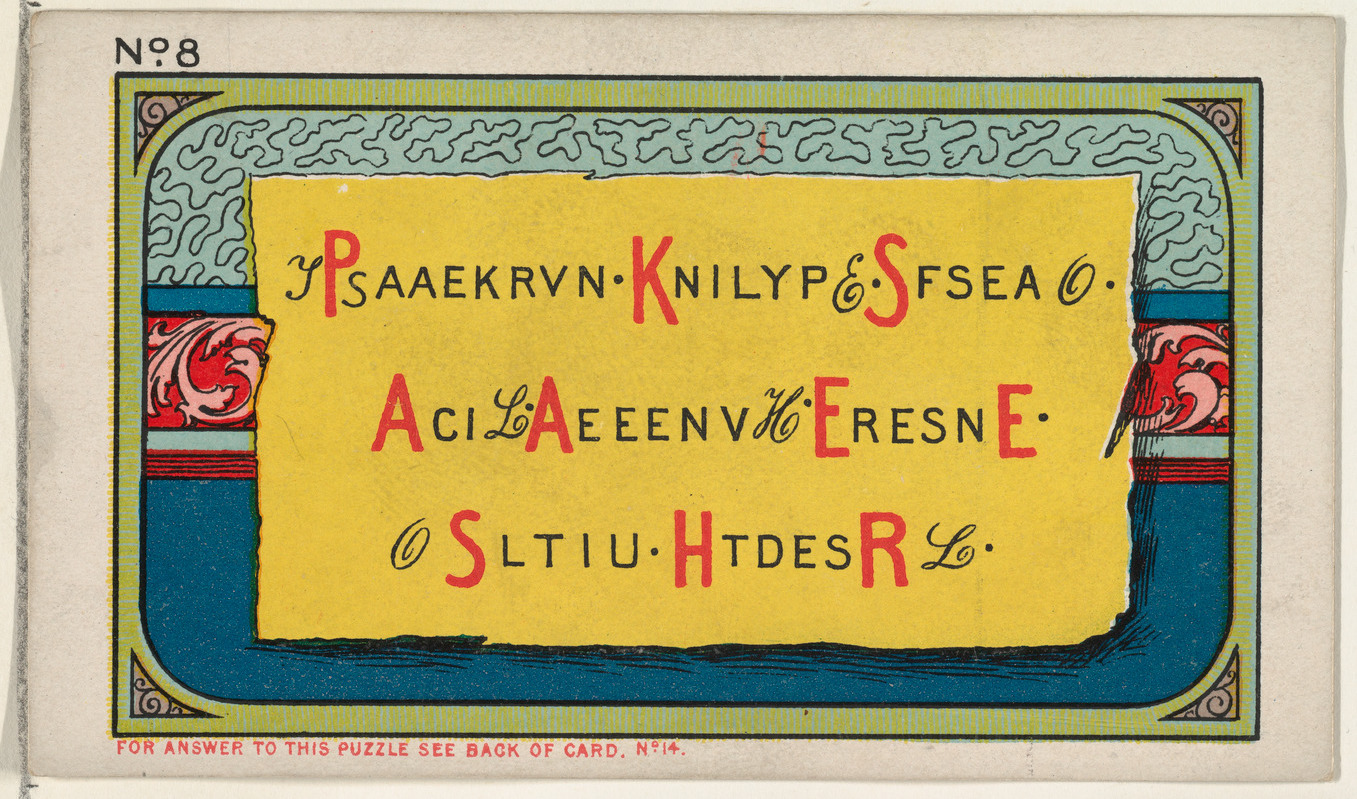
Tarjeta n° 8, Acertijo Criptográfico, de la serie Jokes (N118) emitida por Duke Sons & Co. para promover el Honest Long Cut Tobacco (circa 1890)

Después de la guerra, Duke abandonó la agricultura en favor de la fabricación de tabaco. En 1865, usando un almacén de maíz adaptado como fábrica, comenzó su primera compañía, "W. Duke and Sons", y empezó a producir tabaco de pipa bajo la marca "Pro Bono Publico" ("Por el bien público"). Según Duke, junto con sus hijos Ben y Buck, producía entre 400 y 500 libras de tabaco para pipa por día. A medida que su compañía prosperó lentamente, construyeron una fábrica de dos pisos en la granja en 1869. En 1874, Washington Duke vendió su granja y trasladó a su familia a la ciudad de rápido crecimiento de Durham. Con sus hijos, construyó una fábrica en Main Street, y Washington pasó el resto de la década como vendedor ambulante de "Pro Bono Publico". 
En 1880, a la edad de 60 años, vendió su participación en el negocio a Richard Harvey Wright, un agricultor del cercano condado de Franklin. W. Duke & Sons & Co., liderada por el hijo de Washington Duke, Buck, como presidente, finalmente logró un gran éxito como fabricante de cigarrillos. Este negocio se convirtió en la American Tobacco Company alrededor de 1890. Mediante la fusión de múltiples socios y acciones flotantes, la compañía se convirtió en el mayor fabricante de tabaco del mundo. 
Después de vender su participación en la compañía, Duke se involucró más con la política local como miembro del Partido Republicano y dedicó más tiempo a obras de caridad y filantrópicas. Miembro de toda la vida y partidario de la iglesia metodista, comenzó a apoyar financieramente a las iglesias locales, así como a las instituciones de educación superior. Ayudó a traer el Trinity College, una universidad metodista, a Durham desde el condado de Randolph en 1890. En 1896, mientras el Trinity College tenía dificultades financieras, Duke donó 100.000 dólares a la institución con la condición de "abrir sus puertas a las mujeres y ponerlas en pie de igualdad con los hombres". En agradecimiento, la escuela ofreció ponerse el nombre de Duke, lo que él rechazó. 
Washington Duke murió el 8 de mayo de 1905, a la edad de 84 años. Originalmente enterrado en el cementerio Maplewood de Durham, fue enterrado nuevamente después de la finalización de la Capilla Duke Memorial. En la década de 1910, los miembros de la familia Duke comenzaron a planificar lo que se convertiría en The Duke Endowment del Trinity College. Después de que el hijo menor de Washington, James B. Duke, firmó el contrato de la Fundación Duke por 40 millones de dólares en diciembre de 1924, el Trinity College se renombró como Universidad Duke en honor a Washington Duke. Hoy, una estatua de Washington Duke se encuentra en el Campus Este de la Universidad de Duke. 

## Lecturas relacionadas
- Duke, D.W. (2014). The Duke Legacy. iUniverse. ISBN 978-1-4917-2621-1. OCLC 875351886.
- asoldierswalkhome.com
- library.duke.edu
- Duke Homestead y Fábrica de Tabacos
- Duke University biografía de Washington Duke